# Elsdorf-Westermühlen
Elsdorf-Westermühlen (in danese Elstorp-Vestermølle) è un comune di 1.673 abitanti dello Schleswig-Holstein, in Germania.
Appartiene al circondario (Kreis) di Rendsburg-Eckernförde (targa RD) ed è parte della comunità amministrativa (Amt) di Hohner Harde.